# 假如我做了
《假如我做了：杀手的自白》（英語：If I Did It: Confessions of the Killer）為美式足球運動員O·J·辛普森所著，「假設」自己為當年哄動一時的殺妻案中殺害其前妻妮可·布朗·辛普森及其男友羅納德·戈德曼的凶手。當年該案中辛普森被陪审团认定无罪，但被判須為死者家屬負上民事賠償（因刑事案定罪要求較民事案為高，故偶有被告刑事檢控中被判無罪但須負上民事責任）。該書原定2006年11月首次發行雖被中止，但被重印並於2007年6月在互聯網上流傳。

## 背景
O·J·辛普森（47歲）是前美式足球運動員明星，與前妻妮可·布朗·辛普森（34歲）有兩個小孩，住在洛杉磯的高級住宅區，過著優閒的退休生活。辛普森有家暴前科，1992年兩人因此分居。1994年6月12日晚，他的前妻與前去送失物的餐廳男服務生在自宅門前被殺，辛普森被認為有重大嫌疑。另一位死者羅納德·戈德曼（25歲）是Mezzaluna餐廳的服務生，被殺時正要送還妮可家人遺留在餐廳的眼鏡，兩者之間並無性關係。犯罪現場並無任何現金珠寶遺失，辛普森的兩個小孩仍在樓上房間熟睡。案發當晚辛普森有搭機前往芝加哥參加代言赫茲租車會議的不在場證明。6月16日辛普森還跟兩個小孩與死者家屬參加了妮可葬禮。整個辛普森案最戲劇性的一幕發生在6月17日，洛杉磯警察局對辛普森發布全面通緝，在超過20架新聞直升機與全美1億5000萬觀眾的關注下，辛普森與警察在高速公路展開時速只有35英里的慢速追逐。
案發現場遺留大量血跡與鞋印，一隻皮手套與一頂毛帽，在毛帽中發現黑人的捲髮，檢方原本認為證據十足、自信滿滿一定能將兇手繩之以法，不過由於本案之戲劇性、轟動性與爆炸性、大眾對本案的關注，案發現場遭到路人、記者與警察的不經意破壞、血液組織樣本交給經驗不足的檢驗團隊而遭到交叉汙染等一系列疏失、加上證人由於排山倒海的壓力而證詞反覆，或只是想藉此增加曝光度而發表不負責任的言論，導致最後檢方無法提出任何決定性證據來將嫌犯定罪。1995年的刑事審判，辛普森獲判無罪。但在隨後的民事審判敗訴 (由於辛普森的家暴前科與戈德曼的非正常死亡)，判賠死者羅納德·戈德曼的家屬約3300萬美元，另外賠另一名死者妮可·布朗的家屬約2500萬美元（但後來兩個家庭都沒有收到賠償金）。辛普森隨後從加利福尼亞州避居佛羅里達州，在那裡他還可以保護他剩下的房地產與退休金，並且逃避媒體的追逐與死者家屬的糾纏。

## 《假如我做了》
2006年11月，轟動性報導作家茱狄絲·雷根 (Judith Regan) 宣佈《假如我做了》即將出版，雷根是此書的出版者。她宣稱此書是一本假設性的告白，描述辛普森可能怎樣犯案。該書原定11月30日出版。辛普森本人從來沒有承認犯案，但他坦承他從此書得到60-80萬美元的版權款項，他說這是「血汗錢」，他這麼做是為了他的小孩未來。
福克斯電視原定在11月27日和29日連續播出兩集電視專訪，由雷根對辛普森提問一些問題。在雷根的宣佈後幾個小時，福克斯宣佈不會播放這兩集節目。死者羅納德的父親弗雷德·戈德曼 (Fred Goldman) 出現在談話節目賴瑞金現場，強烈要求民眾全面抵制此書。另一名死者妮可的姐姐丹妮斯·布朗 (Denise Brown) 也出現在多個節目同聲譴責，並要求社會大眾不要購買此書讓辛普森從中獲利。兩個憤慨的死者家庭成員指控福克斯電視重新揭開了這個舊傷口。其他社論也如排山倒海的同聲譴責辛普森與雷根的作為。
在社會輿論的強大壓力下，雷根被其老闆—新聞集團的鲁伯特·默多克開除，電視專訪取消，已經印好的該書也被全部回收銷毀。

## 《我做了：殺手的自白》
戈德曼和他的律師追蹤辛普森所有可能的財政來源。2007年夏季，在美國破產法庭，戈德曼的律師宣稱辛普森利用空殼公司從茱狄絲·雷根那裡收取出版所得的款項。法官於是裁定戈德曼可以得到該書內容的權力。戈德曼的律師做了以下聲明：羅納德·戈德曼有限責任公司（Ron Goldman LLC，一個非營利組織）將擁有辛普森的名字、相片(簽名照)、簽名和故事等，來補償過去可怕的判決。換句話說，大部份辛普森名下僅存的資產都將合法轉移到已死的羅納德·戈德曼名下。
2007年8月，有消息傳出戈德曼將重新出版此書。2007年9月13日，戈德曼與她的女兒金出現在歐普拉·溫芙瑞秀促銷新書，與他們一起出現的還有該案前任檢察官 Marcia Clark 和 Christopher Darden。丹妮斯·布朗拒絕和他們同台，她事先預錄了一段影片，因為她認為這個促銷行動是虛偽的。在歐普拉的節目上，戈德曼正式展示了新書，其內容不變，但書名改成《（假如）我做了：殺手的自白》，其中原本的「假如」仍然存在，但字體被縮小，顏色被淡化，以突顯「我做了」；另外下面的標題又加了「殺手的自白」。
戈德曼認為這本書的內容就是辛普森本人的自白，這就是辛普森犯下謀殺罪的證據。他宣稱這本書的一部份所得將歸給羅納德·戈德曼基金會。在歐普拉的節目上，戈德曼重申他的看法：「我們將會永遠地追在辛普森後面，懲罰他的所作所為，來得到一小塊正義。」

## 內容
據傳聞，《假如我做了》手稿裡第一部分詳細地描寫了辛普森和妮科爾早期的關係和他們的婚姻狀況。據說手稿後半部詳細地描敘犯案過程，就像辛普森真的做過一樣。但是，辛普森的律師發言：「這只是交代他們死亡的一個章節，在我看來，這並不代表承認犯罪，這是虛構的。」在辛普森假設的劇本裡，他有一個不情願的共犯查理，查理要辛普森住手，但辛普森不聽勸告。

## 爭議
戈德曼認為他的所作所為是正義的延伸。然而也有人認為其對辛普森幾近抄家清算、敗壞名譽的行為感到不妥。戈德曼對此書出版前後不一的態度也有爭議。

## 註解
1. ↑  Murr, Andrew. . Newsweek. 2008-03-03  [2008-03-02]. （原始内容存档于2010-01-15）.
2. ↑  Associated Press. . The Boston Globe. 2006-11-16  [2006-11-16]. （原始内容存档于2016-03-05）.
3. ↑  《犯罪的證據》，馬克．米勒作，時代週刊出版。 2007-01-22. 48-49頁。